# 有禿該
有禿該（?—?），元太祖成吉思汗铁木真的后妃。蔑儿乞氏。
有秃该最初与朵列格捏都是蔑儿乞部长脱黑脱阿长子忽都的妻子。成吉思汗击败蔑儿乞部，俘虏了有秃该和朵列格捏，他把朵列格捏赐给儿子窝阔台，成吉思汗自己纳有秃该为妃。朵列格捏就是贵由的母亲。